# João Portugal (Sänger)
João Portugal (* 18. Januar 1973 in Lissabon) ist ein portugiesischer Popsänger.

## Werdegang
Portugal war anfangs Mitglied der ersten portugiesischen Boyband Excesso. Nach deren Auflösung veröffentlichte er mehrere Soloalben, mit denen er sich zunehmend vom Image des Teenieidols entfernte. 2008 erschien ein Best-of-Album, das nicht zuletzt wegen der Verwendung des Songs Foste tu in der Titelsequenz der Telenovela Flor do Mar kommerziell erfolgreich war.